# Nomada victrix
Nomada victrix är en biart som beskrevs av Cockerell 1911. Nomada victrix ingår i släktet gökbin, och familjen långtungebin. Inga underarter finns listade i Catalogue of Life.